# Eurimages
Eurimages es va establir el 1988 com a fons de suport cultural del Consell d'Europa. Eurimages promou el cinema independent proporcionant suport financer a llargmetratges de ficció, animació i documentals. En fer-ho, fomenta la cooperació entre professionals establerts a diferents països. Eurimages es troba a Estrasburg, França. Les oficines d'Eurimages es troben a l'edifici Agora del Consell d'Europa.
L'actual presidenta és Catherine Trautmann.

## Finalitat
El fons es va crear el 1988 en el marc del Consell d'Europa, com a Acord parcial, en virtut de la Comissió de Ministres Resolució (88) 15, amb un pressupost independent de 21M €. Actualment (a l’octubre del 2019) compta amb 38 dels 47 estats membres de l’organització amb seu a Estrasburg més l'Argentina i el Canadà com a membres associats. Aquests estats membres són: Albània, Armènia, Àustria, Bèlgica, Bòsnia i Hercegovina, Bulgària, Canadà, Croàcia, Xipre, República Txeca, Dinamarca, Estònia, Finlàndia, França, Geòrgia, Alemanya, Grècia, Hongria, Islàndia, Irlanda, Itàlia, Letònia, Lituània, Luxemburg, Montenegro, Països Baixos, Macedònia del Nord, Noruega, Polònia, Portugal, Romania, Federació Russa, Sèrbia, República Eslovaca, Eslovènia, Espanya, Suècia, Suïssa i Turquia.
Eurimages té com a objectiu promoure la indústria cinematogràfica europea fomentant la producció i distribució de pel·lícules i fomentant la cooperació entre professionals. Eurimages té un clar objectiu cultural i és complementari del programa Creative Europe MEDIA, que té un objectiu industrial. Eurimages compta amb quatre esquemes de suport: coproducció de llargmetratges, promoció de la coproducció, distribució teatral (que es suspendrà a partir del cicle 2020 en la seva forma actual) i exhibició. Eurimages promou el cinema independent mitjançant diversos acords de col·laboració amb diversos festivals i mercats cinematogràfics i també ha adoptat una estratègia per promoure la igualtat de gènere a la indústria cinematogràfica.

## Elegibilitat
El fons dona suport a llargmetratges de ficció, animació i documentals de durada mínima de 70 minuts, destinats al llançament al cinema. Una condició principal per obtenir suport Eurimages és que el projecte sigui una coproducció internacional entre almenys dos productors independents, establerts en diferents estats membres del Fons, dels quals almenys un sigui membre del Consell de Europa. Els coproductors dels estats no membres del Fons poden participar en el projecte sempre que el percentatge de coproducció combinada no superi el 30% del pressupost total de coproducció. Altres condicions d'elegibilitat per a projectes que sol·liciten ajuda Eurimages són:
- Tots els coproductors han de tenir almenys el 50% de finançament en el moment de la sol·licitud
- El projecte ha de comptar amb el suport d'un fons de cinema, un distribuïdor o una prevenda de televisió (Eurimages no pot ser el primer fons que doni suport al projecte)
- S'acceptaran ajornaments i contribucions en espècie com a fonts confirmades de finançament fins a un màxim del 15% del pressupost total de coproducció
- La fotografia principal no hauria d'haver estat iniciada abans de la reunió del Consell d'Administració d'Eurimages. Tanmateix i per motius degudament justificats, ja s'ha iniciat el rodatge / animació, el projecte encara es considera elegible si no s'ha produït més de la meitat del total de rodatge / animació (80% per a documentals) abans de l'examen de la sol·licitud per la Junta de Gestió.

Per rebre el suport d'Eurimages, els projectes han de complir la legislació dels països afectats, dels tractats bilaterals vigents entre els països coproductors o, si s'escau, el Conveni europeu de coproducció cinematogràfica o la Convenció del Consell d’Europa sobre la coproducció cinematogràfica. Eurimages proporciona un préstec sense interessos reemborsable condicionalment. El suport financer no superarà el 17% (25% per als documentals) del cost total de producció de la pel·lícula i en cap cas serà superior a 500.000 €. El préstec es reemborsarà a partir dels primers € dels ingressos nets de cada coproductor, al percentatge del suport d'Eurimages.

## Presidents
| President           | Estat    | Data nomenament        | Data cessament         |
| ------------------- | -------- | ---------------------- | ---------------------- |
| Gaetano Adinolfi    | Itàlia   | 26 de gener de 1989    | 26 de gener de 1999    |
| Gianni Massaro      | Itàlia   | 27 de gener de 1999    | 2 d'octubre de 2002    |
| Jacques Toubon      | França   | 19 de novembre de 2002 | 19 de novembre de 2009 |
| Jobst Plog          | Alemanya | 20 de novembre de 2009 | 31 de desembre de 2016 |
| Catherine Trautmann | França   | 1 de gener de 2017     |                        |